# Lianne Holtermann
Lianne Lucy Maria Holtermann (Huissen, 22 juni 2001) is een Nederlandse atlete. Zij is gespecialiseerd in de 400 m horden. Op deze afstand won ze op de Nederlandse kampioenschappen van 2022 een bronzen medaille. Daarnaast loopt zij ook een goede 400 m. 

## Biografie
Holtermann nam voor het eerst in 2019 deel aan de Nederlandse kampioenschappen. Ze kwam uit op de 400 m, waarop zij niet verder kwam dan de halve finales. Het jaar erna koos zij voor de 400 m horden, wat haar een stuk beter af ging, want ditmaal eindigde zij op de NK in Utrecht, die vanwege de coronapandemie pas eind augustus en zonder publiek plaatsvonden, als vierde. Het zou voortaan haar hoofdonderdeel worden. In 2021 werd zij daarop tijdens de NK in Breda, opnieuw zonder publiek, weliswaar zesde, maar wel in een snellere tijd dan het jaar ervoor in Utrecht.In 2022 wist zij ten slotte haar eerste en vooralsnog enige NK-medaille te behalen, want op de NK in Apeldoorn veroverde zij het brons in 61,15 s, haar beste prestatie op de 400 m horden. Eerder dat jaar had zij de NK indoor aan zich voorbij moeten laten gaan na een positieve zelftest van COVID-19. Drie weken na haar bronzen NK-plak bevestigde zij haar goede vorm door in het Belgische Ninove haar PR op de 400 m te verbeteren tot 55,32 s.
Daarna vertrok Holtermann naar de Verenigde Staten, waar zij aan de Universiteit van Tulsa, Oklahoma, ging studeren. Daar vervolgde zij haar atletiekloopbaan als lid van de 'Golden Hurricanes', het atletiekteam van de universiteit. Op 14 mei 2023 liep zij daar als lid van het universiteitsteam tijdens een wedstrijd in Tampa een 4 × 400 m estafette in 3.41,37, haar beste prestatie op deze estafette.

## Persoonlijke records
| Onderdeel    | Prestatie | Datum        | Plaats    |
| ------------ | --------- | ------------ | --------- |
| 400 m        | 55,32 s   | 16 juli 2022 | Ninove    |
| 400 m horden | 61,15 s   | 25 juni 2022 | Apeldoorn |

## Palmares

### 400 m
- 2021:  Ter Specke Bokaal in Lisse - 57,17 s

### 400 m horden
- 2020: 4e NK – 62,04 s
- 2021: 6e NK – 61,87 s (in serie 61,78 s)
- 2022:  Gouden Spike - 61,81 s
- 2022:  NK – 61,15 s